# The Ultra Vivid Lament
The Ultra Vivid Lament è il quattordicesimo album in studio del gruppo musicale gallese Manic Street Preachers, pubblicato nel 2021.

## Tracce
Testi e musiche di James Dean Bradfield, Nicky Wire e Sean Moore.
1. Still Snowing in Sapporo – 6:08
2. Orwellian – 3:49
3. The Secret He Had Missed (featuring Julia Cumming) – 3:39
4. Quest for Ancient Colour – 4:08
5. Don't Let the Night Divide Us – 3:42
6. Diapause – 4:59
7. Complicated Illusions – 3:23
8. Into the Waves of Love – 3:10
9. Blank Diary Entry (featuring Mark Lanegan) – 4:38
10. Happy Bored Alone – 3:09
11. Afterending – 3:52

Tracce Bonus Ed. Giapponese
1. My Drowning World – 3:38
2. These Dark Roads – 3:54

Disco Bonus Edizione Deluxe
1. Still Snowing in Sapporo (demo) – 5:14
2. Orwellian (demo) – 3:49
3. The Secret He Had Missed (demo) – 3:39
4. Quest for Ancient Colour (demo) – 3:41
5. Don't Let the Night Divide Us (Nicky Wire Home demo) – 1:05
6. Don't Let the Night Divide Us (demo) – 3:39
7. Diapause (demo) – 5:02
8. Complicated Illusions (Nicky Wire Home demo) – 1:19
9. Complicated Illusions (demo) – 3:10
10. Into the Waves of Love (demo) – 3:10
11. Blank Diary Entry (demo) – 4:44
12. Happy Bored Alone (demo) – 3:17
13. Afterending (demo) – 4:03